# Passiflora tenuifila
Passiflora tenuifila là một loài thực vật có hoa trong họ Lạc tiên. Loài này được Killip mô tả khoa học đầu tiên năm 1927.